# Saint-Hilarion
Saint-Hilarion là một xã thuộc tỉnh Yvelines, trong vùng Île-de-France, Pháp, có cự ly khoảng 9 km về phía tây của Rambouillet.
Đây là một xã nông nghiệp, nằm ở bia rừng Rambouillet và giáp với tỉnh Eure-et-Loir. Các xã giáp ranh: Épernon, Droue-sur-Drouette và Émancé về phía nam, Gazeran về phía đông, Hermeray về phía bắc và Raizeux về phía tây.